# Elex Media Komputindo
Elex Media Komputindo je indonéská vydavatelská firma specializující se na knihy a komiksy. Byla založena v roce 1985 a patří do mediálního koncernu Kompas Gramedia.
Původně společnost vydávala knihy o počítačích a elektronice. V současné době firma nabízí i další publikace – periodika, komiksy, materiály pro děti, knihy o rodičovství atd.
V průběhu roku vydává více než 2 800 nových knižních titulů.
Elex Media Komputindo patří k největším vydavatelům komiksů v Indonésii a je jedním ze dvou nejvýznamnějších vydavatelů mangy na indonéském trhu. Od roku 2005 vydává společnost také komiksy určené pro dospělé publikum (pod vydavatelskou značkou Level Comics).